# Ernst Schönwiese
Pour les articles homonymes, voir Schönwiese.
Ernst Schönwiese, né à Vienne (Autriche) le 6 janvier 1905 et mort dans cette ville le 4 avril 1991, est un écrivain et poète autrichien, directeur de programme pour la littérature, le théâtre radiophonique et les émissions scientifiques à la Société autrichienne de radiodiffusion (Österreichischer Rundfunk).

## Récompenses et distinctions
- 1965 : Prix de la Ville de Vienne de littérature